# Forūdgāh-e Khārk
Forūdgāh-e Khārk (persiska: فرودگاه خارک) är en flygplats i Iran.   Den ligger i provinsen Bushehr, i den centrala delen av landet, 700 km söder om huvudstaden Teheran. Forūdgāh-e Khārk ligger 11 meter över havet. Den ligger på ön Kharg.
Terrängen runt Forūdgāh-e Khārk är platt. Närmaste större samhälle är Kharg, 0,71 km öster om Forūdgāh-e Khārk. 